# Gilberto Luchini
Gilberto Luchini (Roma, 2 agosto 1950) è un ex rugbista a 15 italiano, in carriera attivo nel ruolo di tre quarti centro di S.S. Lazio e Rugby Roma e internazionale per l'Italia.

## Biografia
Gilberto nasce a Roma, in Italia.
Gioca a livello di club con S.S. Lazio e Rugby Roma.
Nel 1973 viene selezionato in Nazionale per prendere parte al tour estivo in Africa meridionale.
Il 16 giugno 1973, ad Harare, esordisce a livello internazionale nel match contro la Rhodesia, che terminò con la pesante sconfitta 4 a 42.
Successivamente, il 30 giugno disputa un altro incontro ufficiale contro la provincia di Natal.